# Georg Witte (Slawist)
Georg Witte (* 1952 in Arnsberg, voller Name Georg Wilhelm Heinrich Witte, Pseudonym Günter Hirt) ist ein deutscher Slawist, Komparatist, Übersetzer und Lyriker.

## Leben
Witte studierte von 1971 bis 1982 Germanistik und Slawistik in München, an der Universität zu Köln und an der Ruhr-Universität Bochum. 1984 und 1985 nahm er einen Forschungsaufenthalt an der Moskauer Staatsuniversität wahr. Er promovierte 1987 an der Universität Bochum und war dann dort als wissenschaftlicher Assistent tätig. Die Habilitation erfolgte 1992. Im Jahr 1994 wurde er zum Professor für Ostslawische Literaturen an der Humboldt-Universität zu Berlin ernannt. 2004 folgte er dem Ruf auf eine Professur an der Freien Universität Berlin. Von 2013 bis zu seiner Emeritierung 2019 war Witte Geschäftsführender Direktor des Peter-Szondi-Instituts. 2019 wurde er Direktor des Departments für Philologie an der Nationalen Forschungsuniversität „Hochschule für Wirtschaft“ in St. Petersburg. Nach dem russischen Überfall auf die Ukraine 2022 kündigte er dort.
Witte ist verheiratet und hat zwei Kinder.

## Werk
Die Forschungsschwerpunkte von Witte umfassen die Literatur der Sowjetunion, speziell experimentelle Textpraktiken der 1960er bis 1980er Jahre. Er leistet diverse Beiträge zum Verhältnis von Literatur und Schrift. Jüngst kommen Arbeiten zur Ästhetik des Dinglichen hinzu.
Als Übersetzer veröffentlichte er seit den 1980er Jahren inoffizielle russische Lyrik zusammen mit Sabine Hänsgen. Er benutzt dabei das Pseudonym Günter Hirt, Hänsgen nennt sich Sascha Wonders. Er übersetzte unter anderem Gedichte von Wsewolod Nekrassow, Dmitri Prigow und Kirill Medwedew.

## Bücher

### Monografien
- Die sowjetische Kolchos- und Dorfprosa der fünfziger und sechziger Jahre. Zur Evolution einer literarischen Unterreihe, München: Sagner 1983.
- Appell – Spiel – Ritual. Textpraktiken in der russischen Literatur der sechziger bis achtziger Jahre, Wiesbaden: Harrassowitz 1989.

### Herausgeberschaft
- Bewegte und bewegende Briefe. Schriftbeschleunigung als Imaginationstechnik der Empfindsamen, in: Georg Witte, Inke Arns, Mirjam Goller und Susanne Strätling (Hg.): Kinetographien, Bielefeld: Aisthesis 2004, S. 413–451.
- Das Gesicht des Gedichts, in: Susanne Strätling, Georg Witte (Hg.): Die Sichtbarkeit der Schrift, München: Fink 2006, S. 173–190.
- Das Geschenk als Ding, das Ding als Geschenk. Daniil Charms' Überbietung des funktionalen Gegenstands, in: Rainer Grübel, Gun-Britt Köhler  (Hg.): Gabe und Opfer in der russischen Literatur und Kultur der Moderne, München: BIS 2006, S. 282–303.
- Ins Unreine. Zur Poetik der Übersetzung II, Hg. mit Marie Luise Knott, Matthes & Seitz, Berlin 2021, ISBN 978-3-75180-350-2

### Lyrik
- mit Robert Berghoff: Nacht ohne Schlaf, Berlin, ciconia ciconia 2022, ISBN 978-3-945867-40-2.
- Auf den schwarzen Wassern, Berlin, ciconia ciconia 2025, ISBN 978-3-945-867-69-3.